# کروزویل (نیومکزیکو)
کروزویل (به انگلیسی: Cruzville) یک منطقهٔ مسکونی در ایالات متحده آمریکا است که در شهرستان کترون، نیومکزیکو واقع شده‌است. کروزویل ۶٫۶ کیلومتر مربع مساحت و ۷۲ نفر جمعیت دارد.